# Italianistica
Con il termine italianistica si intende genericamente lo studio della lingua e della cultura italiana. In questo senso corrisponde all'espressione inglese Italian Studies, in uso nelle università anglosassoni.  A livello universitario in Italia il termine assume il significato leggermente più ristretto dell'insieme delle discipline in cui si articola lo studio specialistico della letteratura italiana (linguistica, filologia, storia letteraria, storia della critica, letterature comparate).